# Charaxes chiron
Charaxes chiron är en fjärilsart som beskrevs av Otto Staudinger 1885 . Charaxes chiron ingår i släktet Charaxes och familjen praktfjärilar. Inga underarter finns listade i Catalogue of Life.